# Burg Jeltsch

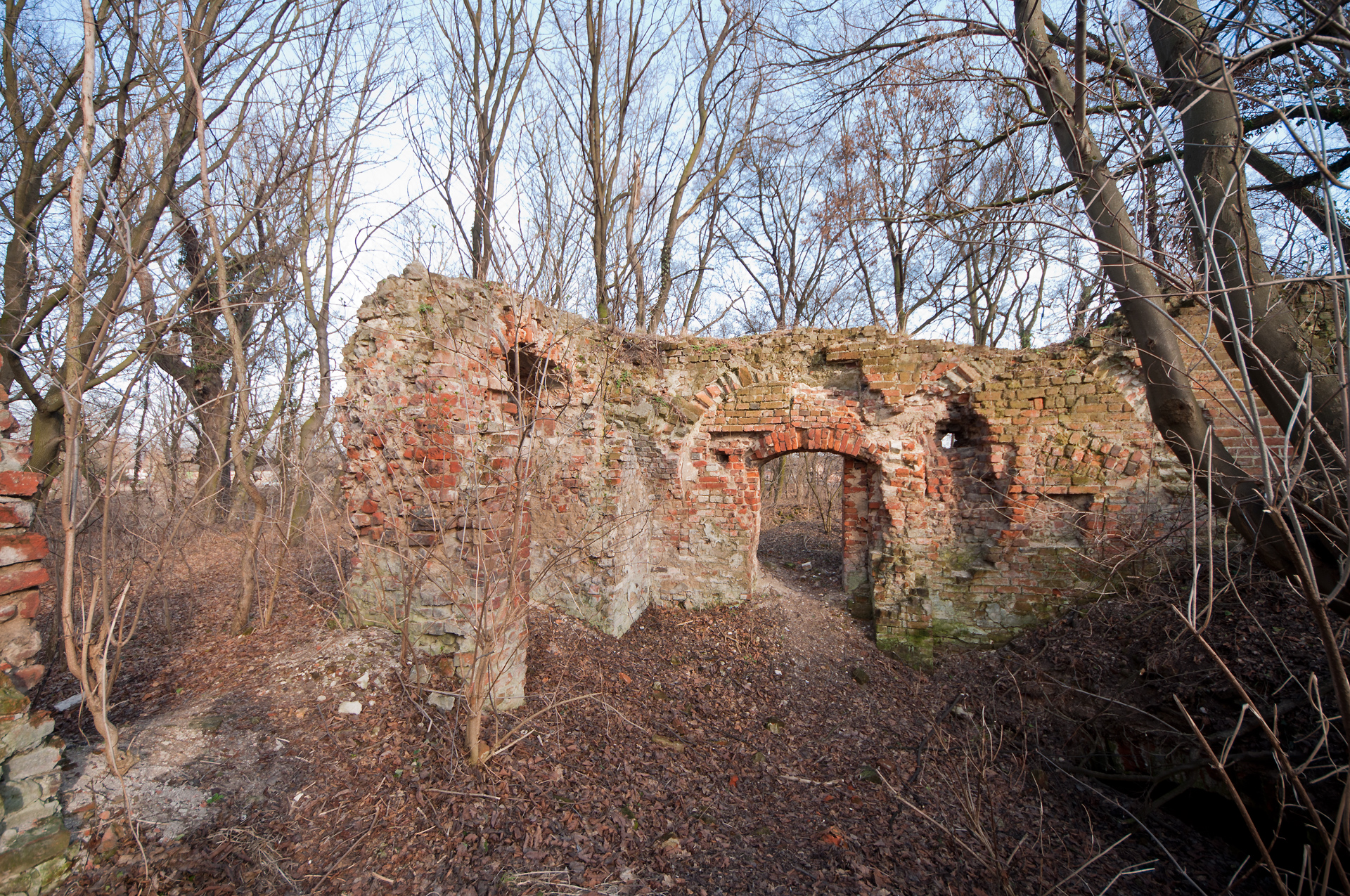
Mauerreste der Burg Jeltsch

Die Burg Jeltsch (polnisch Zamek w Jelczu-Laskowicach), bisweilen auch Burg Jeltz geschrieben, war eine Wasserburg auf einer kleinen Oderinsel am Südrand der niederschlesischen Ortschaft Jeltsch (polnisch Jelcz) im heutigen Powiat Oławski der polnischen Woiwodschaft Niederschlesien.
Die Burg wurde in der zweiten Hälfte des 13. Jahrhunderts errichtet, aber erst 1375 als „castrum“ erstmals urkundlich erwähnt. Im 14. und 15. Jahrhundert zu einer mehrflügeligen Anlage ausgebaut, erhielt sie 1518 unter dem damaligen Burgherrn Konrad Sauermann eine Neugestaltung im Stil der Renaissance. Nachdem die Anlage im Dreißigjährigen Krieg durch mehrfache Belagerung, Einnahme und Verwüstung unterschiedlicher Kriegsparteien stark beschädigt worden war, zogen es die Besitzer 1650 vor, in ihr nahe gelegenes Schloss Laskowitz umzusiedeln. Die Burg wurde nachfolgend nur noch von einem Pächter bewohnt, der dort eine Brauerei und eine Gaststätte betrieb. Nach Einstellung deren Betriebs im 19. Jahrhundert und Sprengung der Burggebäude im ersten Viertel des 20. Jahrhunderts blieben nur noch ruinierte Mauerreste von der Anlage übrig. Diese stehen seit dem 20. November 1964 unter Denkmalschutz.

## Geschichte

### Bewohner und Besitzer

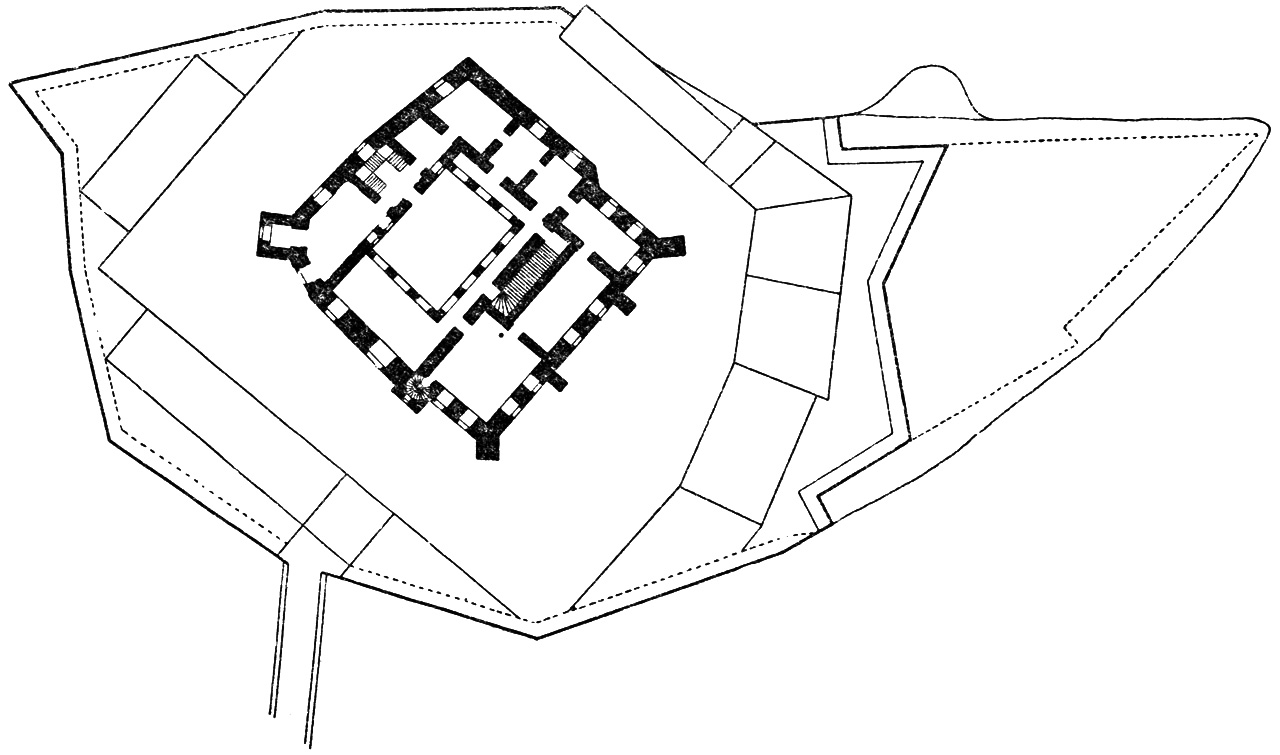
Valentin von Säbischs Entwurf für den Wiederaufbau und die Befestigung der Anlage

Die erste urkundliche Nennung Jeltschs erfolgte am 9. August 1245, als Papst Innozenz IV. dem Breslauer Bischof Thomas I. eine Reihe von Besitzungen bestätigte, unter denen auch „Jalche“ genannt wurde. Möglicher Bauherr der dortigen Wasserburg war um 1268 der Salzburger Erzbischof Wladislaw, der zugleich Administrator des Erzbistums Breslau war.
Schon 1277 gehörte Jeltsch dann den Breslauer Piastenherzögen. Im Streit um Teile deren Herzogtums ließ der Liegnitzer Herzog Boleslaus der Kahle am 18. Februar 1277 seinen Neffen Heinrich IV. in Jeltsch gefangen nehmen und hielt ihn nachfolgend in der Burg Lehnhaus gefangen. Ob sich Herzog Heinrich IV. bei seiner Gefangennahme tatsächlich in der schwer zugänglichen Burg Jeltsch aufhielt, ist nicht gesichert, denn in Jeltsch gab es neben der Inselburg noch ein Jagdhaus der Herzogsfamilie, das ebenso infrage kommt.
Nach dem Tod des Herzogs Heinrich V. teilten seine drei Söhne das Erbe 1311 unter sich auf. Das Herzogtum Breslau – und damit die Burg Jeltsch – fiel an Bolesław als Herrscher des neu gegründeten Herzogtums Brieg, und Jeltsch wurde ab 1329 verlehnt. Zuvor hatte Bolesław 1326 dort noch den Breslauer Kanonikus und Administrator Nikolaus von Banz festgesetzt, weil dieser ein Unterstützer seines Bruders Heinrich VI. war, mit dem Bolesław im ständigen Streit lag.
Kurz nach 1343 kam das Lehen an die Familie Borschnitz (auch Borsnitz geschrieben). Als Bischof Preczlaw von Pogarell am 24. September 1352 über Konrad und Hans von Borschnitz den Kirchenbann verhängte, weil sich die beiden an kirchlichem Eigentum und an Untertanen der Kirche vergriffen haben sollen, fielen Burg und Herrschaft zurück an das Brieger Herzogtum und wurden nachfolgend im Laufe der 1350er Jahre wieder verlehnt. Neuer Lehnsnehmer war Hoyer (auch Hogerus) der Ältere von Prittwitz, doch kaufte Hans von Borschnitz den Besitz am 24. Juli 1382 zurück. Im ersten Jahrzehnt des 15. Jahrhunderts fiel Jeltsch als erledigtes Lehen an den Landesherrn zurück. Herzog Ludwig II. verkaufte den Besitz am 23. November 1433 an den Breslauer Bischof Konrad von Oels. Dieser verpfändete ihn im August 1440 zwar dem Ritter Lorenz von Rorau, doch wurde er anschließend wieder eingelöst und diente als Konrads Alterssitz, wo er am 9. August 1447 starb. Im Jahr 1452 verkaufte das Bistum „das slosz Jeltsch yn der Oder gelegen“ für 600 Mark Groschen an den oberschlesischen Adeligen Jan(c)ke von Kottulinsky (auch Kottulinski geschrieben), sicherte sich vertraglich aber das Öffnungsrecht an der Anlage.
Die Familie Kottulinski blieb bis 1507 Besitzer der Burg, dann musste sie die Anlage wegen Überschuldung an Hans Metzler, den Schwager des Breslauer Bischofs Johann Turzo, verkaufen. Nikolaus Kottulinski wurde 1508 von Kaiser Maximilian I. zum Freiherrn von Jeltsch ernannt und das Gut zur freien Herrschaft erhoben. Ironischer Weise geschah dies aufgrund bürokratischer Langsamkeit zu einer Zeit, als die Familie Kottulinksi schon nicht mehr im Besitz von Jeltsch war, sondern Burg und Herrschaft mittlerweile dem Breslauer Kaufmann und Ratsherrn Konrad (I.) Sauermann gehörten. Er hatte die Herrschaft und das nahe gelegenen Gut Peisterwitz im Frühjahr für 3400 Goldgulden erworben, was der Breslauer Bischof als Lehnsherr am 13. Mai 1508 schriftlich genehmigte. Konrads Familie wurde im August 1530 als Saurma geadelt und nannte sich ab 1647 nach ihrem Besitz Saurma-Jeltsch. Konrad I. ließ die mutmaßlich verfallene, mittelalterliche Wehrburg 1518 um- bzw. wiederaufbauen und überließ sie zwischen 1535 und 1538 seinem Sohn Konrad (II). Dessen Söhne schlossen nach dem Tod des Vaters 1561 am 1. Mai 1569 einen Erbvertrag und brachten Burg und Herrschaft in ein Fideikommiss ein.
Am 7. April 1623 brannte die Anlage durch ein Feuer teilweise nieder. Der Breslauer Festungsbaumeister Valentin von Säbisch wurde mit Entwürfen für einen Wiederaufbau beauftragt. Er sah dabei auch Befestigungselemente vor, doch die Pläne wurden wegen des Dreißigjährigen Kriegs nie verwirklicht. Stattdessen ließ die Familie Saurma die Burg leidlich reparieren und etwas umbauen. Im Dreißigjährigen Krieg wurde sie mehrfach eingenommen und beschädigt. 1634 besetzen kursächsische Soldaten unter dem General Hans Georg von Arnim die Burg. Sie konnten erst 1641 von Kaiserlichen vertrieben werden, ehe schwedische Truppen die Wasserburg im Dezember 1646 einnahmen und sie bis Kriegsende 1648 hielten. Die Kriegsbeschädigungen an der Burg waren derart gravierend, dass der damalige Burgherr Wolf Albrecht von Saurma die Burg Jeltsch als Wohnsitz aufgab und ins 1650 gekaufte, naheliegende Schloss Laskowitz umzog.
Graf Gustav von Saurma-Jeltsch kaufte Jeltsch im Jahr 1817 und machte es zum Eigentum seiner Familie, die im selben Jahr nach Jeltsch zurückkehrte. Die von Saurma bezogen aber nicht in der Wasserburg Quartier, sondern nutzten das alte herzogliche Jagdschloss als Wohnsitz, ehe sie schließlich in das bis 1830 neu errichtete Schloss Jeltsch zogen. Die Burganlage wurde ab Beginn des 19. Jahrhunderts von einem Pächter bewohnt, der in den Gebäuden eine Brauerei samt Gasthaus betrieb, doch schon Ende des 19. Jahrhunderts war die Anlage ungenutzt und stand leer. Die Familie von Saurma war bis 1945 Eigentümerin der Burg, ehe sie nach Ende des Zweiten Weltkriegs und dem Übergang fast ganz Schlesiens an Polen verstaatlicht wurde.

### Baugeschichte

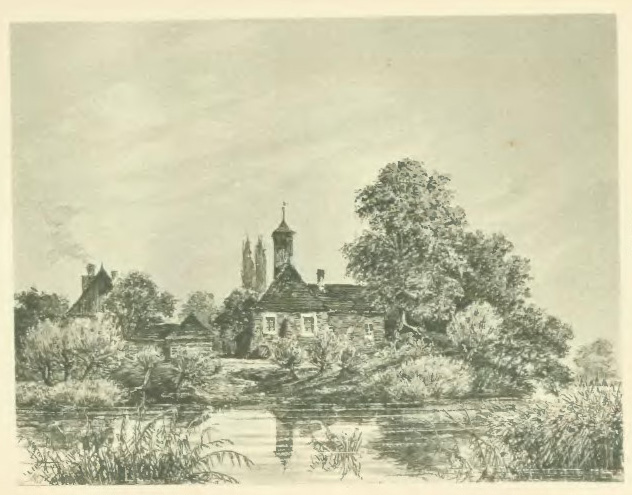
Burg Jeltsch auf einer Zeichnung von Bernhard Mannfeld, ca. 1870

Eine Ausgrabung im Jahr 1978 fand das einstige Erdgeschoss eines Backsteinbaus, dessen Erbauung in das dritte Viertel des 13. Jahrhunderts datiert werden konnte. Deshalb wird der Salzburger Erzbischof Wladislaw von Schlesien als Bauherr der Anlage vermutet. Das steinerne Gebäude war Teil einer hölzernen Wehranlage, die von einem Erdwall umgeben war. Diese einfache Burg wurde allmählich zu einer dreiflügeligen Anlage mit Innenhof verändert, indem dem Steinhaus im 14. und 15. Jahrhundert im Westen und Südosten zwei steinerne Flügel angebaut wurden und die vierte, südwestliche Seite später mit einer Kurtine geschlossen wurde. Konrad (I.) von Sauermann baute die wehrhafte Burg 1518 im Stil der Renaissance wohnlicher um und umgab den Innenhof mit Arkadengängen.
1642 wurde der Südflügel durch ein neues Gebäude für eine Brauerei ersetzt. Teile der übrigen Bausubstanz erfuhren im frühen 19. Jahrhundert eine Renovierung, bei der Mauern repariert und verputzt wurden, um sie als Wohnung des Brauereipächters und als Gaststätte nutzen zu können. Dem Gaststättengebäude im Nordost-Flügel wurde 1816 ein hölzerner Aussichtsturm aufgesetzt. Aus demselben Jahr stammt der westliche Eckturm, der aber möglicherweise auch schon im 17. Jahrhundert errichtet worden war.
Nachdem die Burganlage im weiteren Verlauf des 19. Jahrhunderts verlassen worden war und leer stand, erfolgte vermutlich nach 1910 eine Sprengung der noch vorhandenen Gebäude, deren Reste anschließend immer mehr verfielen.

## Beschreibung

### Lage
Die Reste der Burg stehen auf einer Insel im Flussbett eines Oder-Altarms am südwestlichen Ortsrand von Jelcz. Vor der Begradigung der Oder stand die Anlage auf einer vollständig von Wasser umgebenen Insel, weswegen Burg Jeltsch zum Typus der Inselburgen zählt.

### Baubestand
Die heute erhaltenen Mauerreste verdeutlichen noch gut den vierflügeligen Charakter der Burg mit ihrem nahezu quadratischen Grundriss. Erhalten sind die Kellerräume und Partien des Mauerwerks im Erdgeschoss. Die Ringmauer weist an der Südwest- und Nordwest-Seite die größte Dicke auf. Die West-Ecke der Anlage war von einem viereckigen Turm markiert, während die Süd- als auch die Ost-Ecke und der dazwischen liegende Teil der Ringmauer von Strebepfeilern gestützt waren.
Ältester Teil der Burg ist ein gotischer, 8,5 × 24,5 Meter messender Wohnbau des Nordost-Flügels mit drei Räumen im Erdgeschoss. Der westliche von ihnen war von einem Kreuzgewölbe überspannt, das auf einer zentralen Mittelsäule ruhte. Die Trakte im Nordwesten und Südosten wurden im 16. bis 17. Jahrhundert nachträglich von innen an die Ringmauer angebaut.
Ein Sandsteinquader über dem einstigen Haupteingang trägt die Jahreszahl 1518 und erinnert damit an den Renaissanceumbau unter Konrad (I.) Sauermann.